# Two Dots
Two Dots est un jeu vidéo de puzzle développé par Betaworks One et édité par Playdots, sorti en 2014 sur iOS et Android.

## Accueil
- Canard PC : 2/10[1]
- TouchArcade : 4,5/5[2]